# Cotton Minahan
 (juillet 2020).
Edmund Joseph "Cotton" Minahan (10 décembre 1882 - 20 mai 1958) est un joueur de baseball professionnel et athlète américain ayant concouru aux Jeux olympiques d'été de 1900 à Paris.

## Jeunesse et éducation
Minahan est né à Springfield, Ohio et a 9 frères et sœurs. Sa famille a déménage ensuite à Orange, New Jersey, où il fait des études à l'Université de Georgetown et au Manhattan College. Il fait alors partie des Georgetown Hoyas.

## Baseball
Il est un lanceur droitier pendant une saison (1907) avec les Reds de Cincinnati. Il participe à deux matchs de baseball pendant sa carrière, que son équipe perd tous deux, et réalise 4 retraits sur des prises en 14 manches.

## Athlétisme
En juin 1900, Minahan part pour l'Angleterre avec ses coéquipiers William Holland et Arthur Duffey pour participer aux Jeux de l'Association d'athlétisme amateur d'Angleterre, puis à Paris pour participer aux Jeux olympiques d'été de 1900. Minahan participe à l'épreuve du 60 mètres, se classant quatrième au classement général. Il s'est classé deuxième dans sa course initiale avec un temps inconnu (bien que le vainqueur l'ait couru en 7,0 secondes)  avant de terminer quatrième sur quatre dans la finale avec un temps estimé à 7,2 secondes.
Minahan court également au 100 mètres, terminant à la 12e ou 13e place au général. Il prend la deuxième place de sa course derrière Norman Pritchard pour se qualifier pour les demi-finales, mais se classe quatrième dans sa demi-finale et ne s'est donc pas qualifié pour la finale ou le repêchage.

## Mort
Minahan meurt le 20 mai 1958 à East Orange, New Jersey, à l'âge de 75 ans,.